# Waigeum subcaeruleum
Waigeum subcaeruleum är en fjärilsart som beskrevs av Grose-smith och Kirby 1896. Waigeum subcaeruleum ingår i släktet Waigeum och familjen juvelvingar. Inga underarter finns listade i Catalogue of Life.